# Loti
Loti je žensko osebno ime.

## Izvor imena
Ime Loti je različica imena Karla.

## Pogostost imena
Po podatkih Statističnega urada Republike Slovenije je bilo na dan 31. decembra 2007 v Sloveniji število ženskih oseb z imenom Loti: 124.

## Osebni praznik
V koledarju je ime Loti skupaj z Karlo ozoroma Karlom; god praznuje 2. marca,3. junija ali pa 4. novembra.